# Faversham Abbey

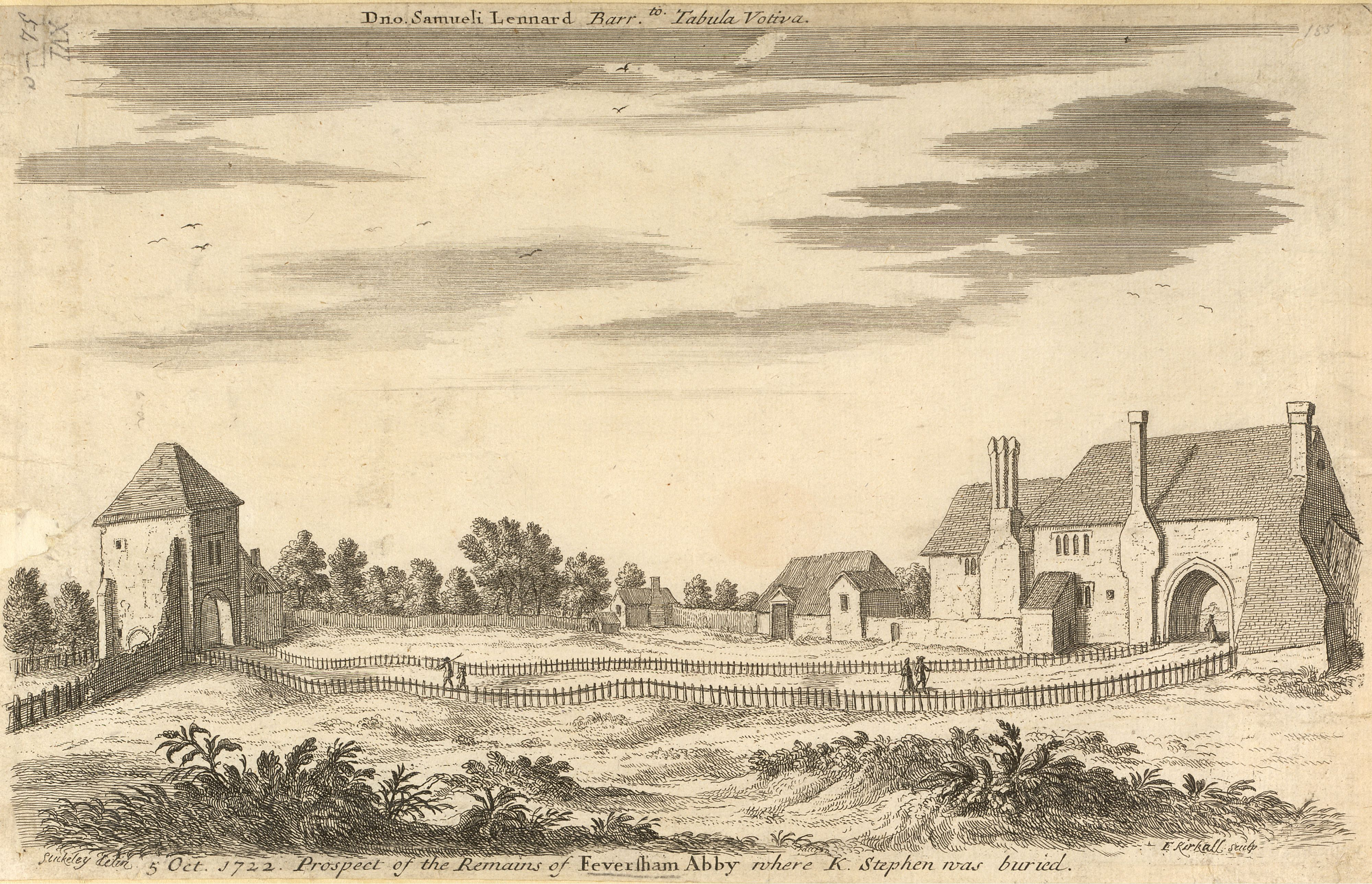
Zeichnung von William Stukeley, 1722

Faversham Abbey war ein cluniazensisches Kloster unmittelbar nordöstlich von Faversham in England.
Das Kloster war eine Gründung des Königs Stephan und der Königin Mathilde aus dem Jahr 1147. Eine Gruppe von Mönchen aus der Bermondsey Abbey bildete den Kern der Abtei und stellte den ersten Abt. 
Im Jahr 1538 wurde das Kloster im Zuge der Klosterauflösungen durch König Heinrich VIII. aufgelöst und zum großen Teil abgerissen. Ein großer Teil des Baumaterials wurde auf Schiffe nach Frankreich verladen und diente zur Befestigung der Stätte im Umfeld von Calais.
Die Abtei ist Begräbnisstätte des Königs Stephan, der Königin Mathilda sowie ihres Sohnes Eustach IV. von Boulogne († 1153).